# John Joseph Macklin
John Joseph Macklin (* 9. Oktober 1947; † August 2014) war ein britischer Romanist und Hispanist.

## Leben und Werk
Macklin studierte an der Queen’s University Belfast. Er wurde 1976 promoviert mit der Arbeit Tradition and Innovation. Narrative Technique in the Novels of Ramón Pérez de Ayala und ging als Lecturer an die University of Hull.
Von 1987 bis 2001 wirkte er an der University of Leeds, zuerst als Cowdray Professor und Leiter der Abteilung Spanisch und Portugiesisch, dann auch als Dekan und Prorektor.
Von 2001 bis 2005 war er Rektor der Universität in Paisley, die später den Namen University of the West of Scotland annahm.
Von 2005 bis 2010 war Macklin in Glasgow Professor für Spanisch an der University of Strathclyde, von 2010 bis zu seiner Emeritierung 2013 an der University of Glasgow. Ab 2007 war er Gastprofessor an der University of Ulster.
Macklin war Komtur im Orden de Isabel la Católica (1994).

## Werke
- Perez de Ayala. Tigre Juan and El curanderi de su honra, London 1980 (Critical guides to Spanish texts 28)
- (mit John Jones) ¡Que bien! An intensive course in Spanish for beginners, Hull 1987
- The window and the garden. The modernist fictions of Ramón Pérez de Ayala, Boulder 1988
- (Hrsg.) After Cervantes. A celebration of 75 years of Iberian Studies at Leeds, Leeds 1993
- (mit Judith Drinkwater und Ruth Christie) The Scripted Self. Textual Identities in Contemporary Spanish Narrative, Warminster 1995
- (Hrsg. mit Margaret A. Rees) Convivium. Celebratory essays for Ronald Cueto, Leeds 1997
- (Hrsg. und Übersetzer) Miguel de Unamuno, Mist. Niebla, Oxford 2014 (zweisprachig)